# Häfeli DH-4
Häfeli DH-4 là một mẫu thử máy bay tiêm kích của Thụy Sĩ vào cuối thập niên 1910.

## Quốc gia sử dụng
Thụy Sĩ
- Không quân Thụy Sĩ

## Tính năng kỹ chiến thuật
Đặc điểm tổng quát
- Kíp lái: 2
- Chiều dài: 6 m (19 ft 8¼ in)
- Sải cánh: 9,80 m (32 ft 2 in)
- Chiều cao: 2,60 m (8 ft 6⅓ in)
- Diện tích cánh: 22 m² (236,8 ft²)
- Trọng lượng rỗng: 640 kg (1.410 lb)
- Trọng lượng có tải: 885 kg (1.951 lb)
- Động cơ: 1 × Hispano-Suiza HS-41, 112 kW (150 hp)

 Hiệu suất bay 
- Vận tốc cực đại: 148 km/h (92 mph)
- Tầm bay: 300 km (186 dặm)
- Vận tốc lên cao: 4,5 m/s (886 ft/phút)
- Thời gian bay: 4,5 h

Trang bị vũ khí

- Súng: 1 x súng máy